# Prowincja Bayreuth
Prowincja Bayreuth (niem. Gau Bayreuth); do czerwca 1942 r. Prowincja Bawarska Marchia Wschodnia (niem. Gau Bayerische Ostmark) - prowincja (Gau) III Rzeszy utworzona 19 stycznia 1933 r. przez połączenie prowincji Dolna Bawaria, Górny Palatynat i Górna Frankonia w Bawarii. Istniała od 1933 do 1945 r.

## Historia
System (nazistowskich) prowincji został pierwotnie ustanowiony na konferencji partyjnej 22 maja 1926 r. w celu usprawnienia administracji strukturą partyjną. Od 1933 r., po przejęciu władzy przez nazistów, (nazistowskie) prowincje coraz częściej zastępowały niemieckie kraje związkowe jako jednostki administracyjne w Niemczech.
Na czele każdej (nazistowskiej) prowincji stał Gauleiter, stanowisko, które stawało się coraz bardziej wpływowe, zwłaszcza po wybuchu II wojny światowej. Lokalni Gauleiterzy byli odpowiedzialni za propagandę i nadzór, a od września 1944 r. za Volkssturm i obronę prowincji.
Prowincja Bawarska Marchia Wschodnia została utworzona w 1933 r., gdy Hans Schemm, Gauleiter Górnej Frankoni, zjednoczył trzy prowincje: Górny Palatynat, Dolna Bawaria i Górna Frankonia w jedną w wewnętrznej walce o władzę.  Termin germański Bayerische Ostmark został ukuty po I wojnie światowej dla tego regionu, aby odnieść się do faktu, że obszar ten graniczył teraz z nową Czechosłowacją, krajem postrzeganym jako wrogi Niemcom. Termin germański Mark (pl. Marchia) był historycznie używany w Cesarstwie Niemieckim dla regionów granicznych z wrogimi sąsiadami. Była to jedyna z bawarskich prowincji, która obejmowała więcej niż jedną rejencję, obejmując trzy z nich.
Hans Schemm przewodził prowincją aż do swojej śmierci w wypadku lotniczym w 1935 r.; jego następca, Fritz Wächtler, nie mógł zdobyć takiej samej popularności wśród ludności regionu. Po zajęciu Czechosłowacji części tego kraju zostały włączone do prowincji. Okręgi (niem. Kreis) Bergreichenstein, Markt Eisenstein i Prachatitz zostały przyłączone do prowincji. Od 1938 r. prowincja była również domem obozu koncentracyjnego Flossenbürg i jego licznych podobozów. Ponieważ Prowincja Bawarska Marchia Wschodnia nie była już regionem granicznym, w czerwcu 1942 roku zmieniono jej nazwę na Prowincję Bayreuth. Wächtler został zastrzelony na rozkaz Hitlera po opuszczeniu swojej stolicy Bayreuth w kwietniu 1945 roku. Zastąpił go Ludwig Ruckdeschel, którego panowanie aż do kapitulacji nazistowskich Niemiec było bardzo krótkie.

## Podział administracyjny
Prowincja Bayreuth dzieliła się na 34 okręgi:
- Amberg-Sulzbach
- Bamberg
- Bayreuth-Eschenbach[a] - siedziba prowincji
- Cham
- Coburg
- Deggendorf
- Dingolfing-Landau
- Ebermannstadt
- Fränkische Schweiz
- Hof
- Kelheim
- Klattau[b]
- Kronach
- Kulmbach
- Landshut-Vilsbiburg
- Lichtenfels-Staffelstein
- Mainburg-Hallertau
- Münchberg-Naila
- Neumarkt
- Oberviechtach-Waldmünchen
- Passau
- Pfarrkirchen
- Prachatitz
- Regen-Grafenau
- Regensburg
- Roding-Neunburg
- Rottenburg-Mallersdorf
- Schwandorf-Nabburg
- Selb
- Straubing
- Tirschenreuth-Kemnath
- Vilshofen
- Weiden
- Wolfstein

## Gauleiterzy
Gauleiterzy Prowincji Bayreuth:
- Hans Schemm(inne języki): 19 stycznia 1933 – 5 marca 1935
- Fritz Wächtler(inne języki): 5 grudnia 1935 – 19 kwietnia 1945

Ludwig Ruckdeschel: 19 kwietnia 1945 – 8 maja 1945
Ludwig Ruckdeschel był zastępcą Gauleitera od 1 lutego 1933 r. do czerwca 1941 r. Na tym stanowisku kierował prowincją w pełnieniu obowiązków od śmierci Hansa Schemma do mianowania Fritza Wächtlera w 1935 r. Po egzekucji Wächtlera za defetyzm przez oddział SS w 1945 r. sam został Gauleiterem.